# کبک سیچوان
کبک سیچوان (نام علمی: Arborophila rufipectus) نام یک گونه از سرده کبک‌های تپه است.